# 西绪福斯山脉
西绪福斯山脉(Sisyphi Montes)火星西绪福斯高原上的一座山脉，该山脉各处已呈现出不同程度侵蚀，它直径约200（124英里），其名称取自一古典反照率名，1985年被国际天文联合会正式接受。该古典名字来源于希腊神话中的西绪福斯神话，科林斯国王西绪福斯因欺骗诸神而在地狱里受罚，他必须将一块沉重的花岗岩推上一座山项，但每当他推至山顶时，石头又会滚落下来，他不得不重新开始，如此周而复始，永无止境。由于该区域范围分布有许多山脉，因此，西绪福斯山脉使用了复数形式(Montes)。
西绪福斯山脉坐落在南海区，介于阿耳古瑞和希腊撞击盆地之间。

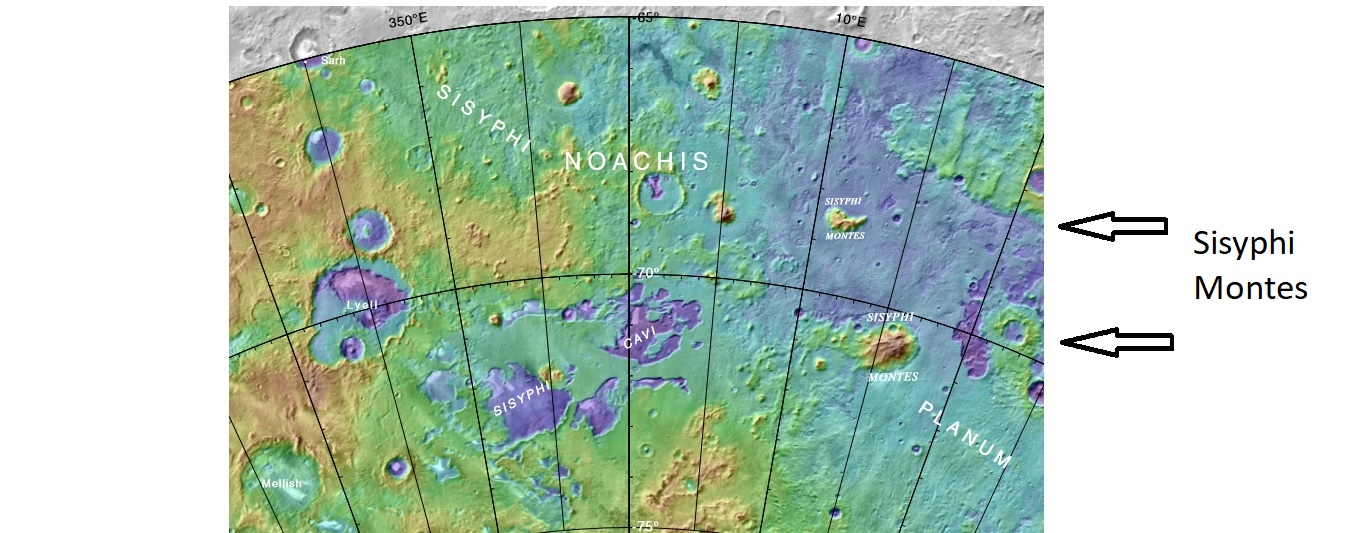
标注有西绪福斯山脉及其他周边特征位置的地图

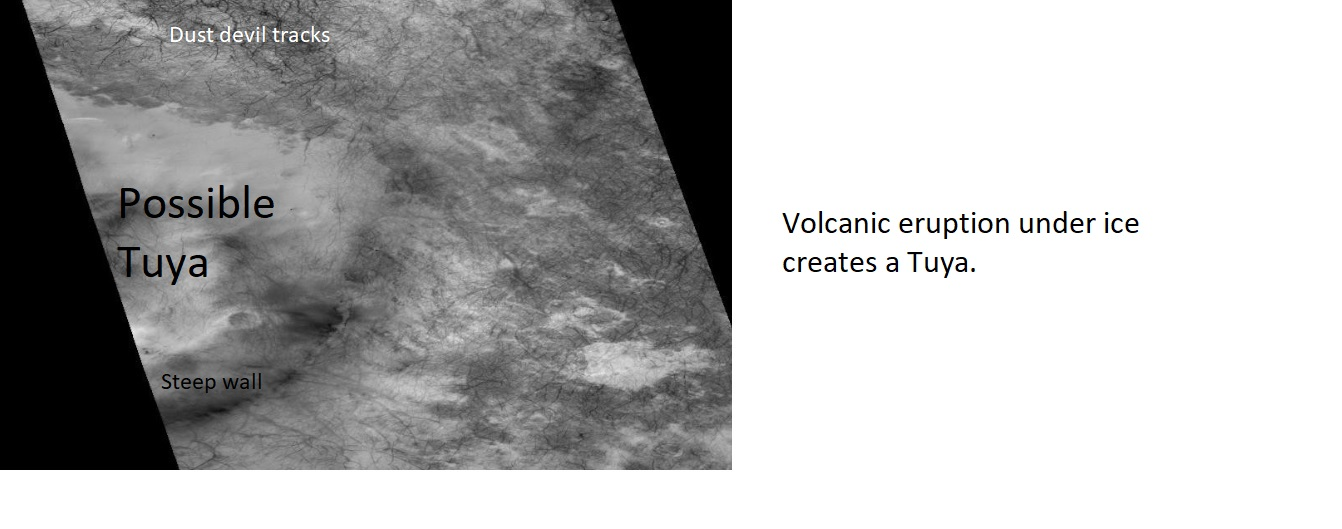
平顶火山背景相机图片——一座在冰层下喷发的火山。

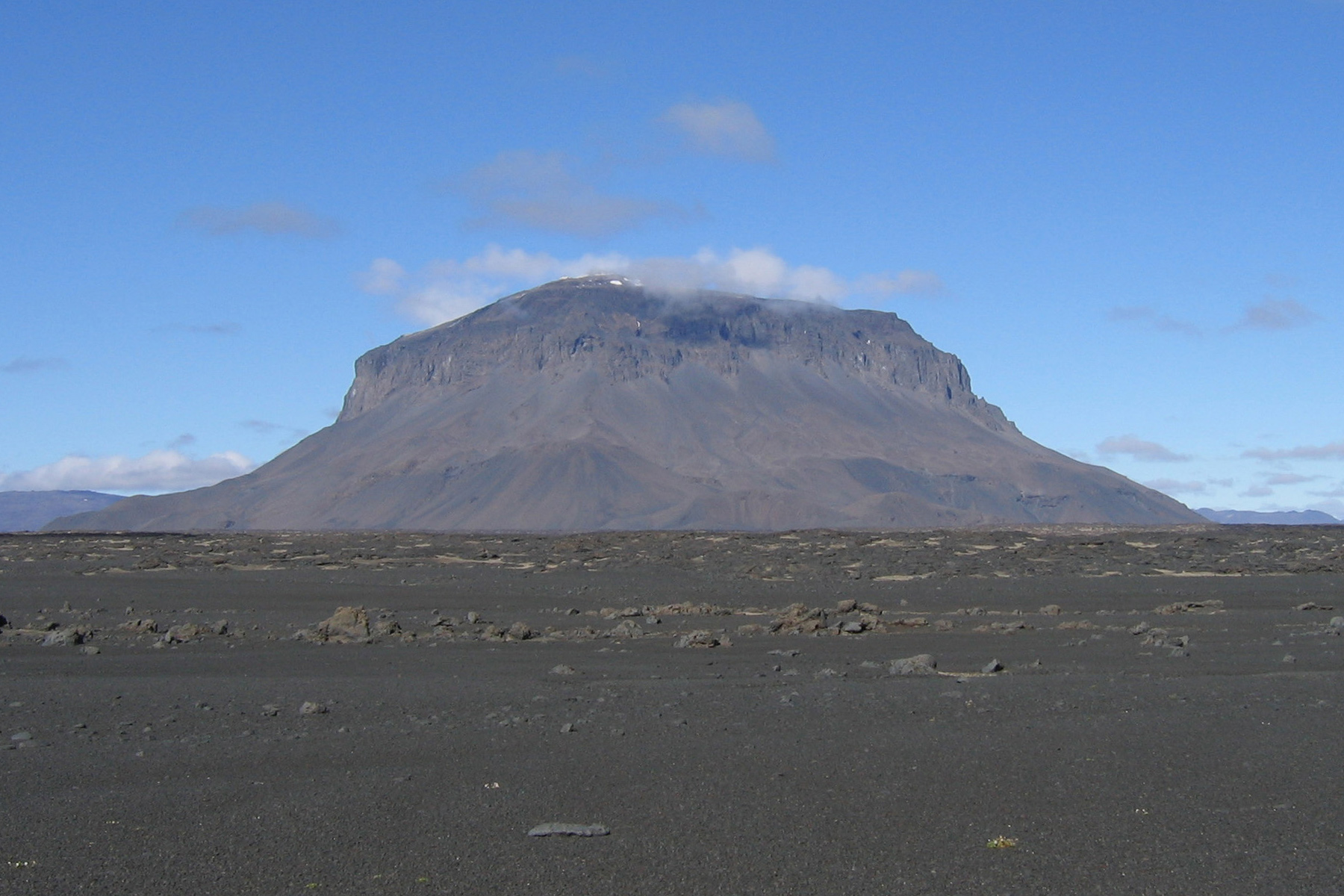
海尔聚布雷兹山，位于冰岛的平顶火山。

## 冰原
部分研究人员认为，南海区覆盖着一层大冰原，而西绪福斯山脉大约由100座穹丘状结构组成，类似地球上在冰原下喷发的火山，相同的形状出现在冰岛。这些圆顶距离现在的冰原非常远(1600公里)，现在的冰原只有350公里宽，而在过去则要大得多，且能容纳更多的水。 
火星专用小型侦察影像频谱仪测量检测到火山在冰原下喷发时所形成的矿物质，发现的一些矿物有粘土、硫酸盐、氧化铁和沸石，
这种组合通常称为橙玄玻璃。当火山在冰原下喷发时，会产生大量的温水，火星冰层下大量的温水可以为生命提供合适的生存场所，这样的环境也有利于化石的保存。

## 另请参阅
- 火星山脉列表